# Кольцов, Иван Пантелеевич
Иван Пантелеевич Кольцов (1912—1984) — капитан Советской Армии, участник Великой Отечественной войны, Герой Советского Союза (1943).

## Биография
Иван Кольцов родился 1 августа 1912 года в Ейске. В 1934 году он окончил Орджоникидзевский горно-металлургический техникум, после чего работал мастером смены на углеобогатительной фабрике. В 1934—1936 годах проходил службу в Рабоче-крестьянской Красной Армии. В 1939 году Кольцов повторно был призван в армию, окончил курсы по подготовке командиров запаса, в 1940 году был уволен в запас. В июле 1941 года Кольцов в третий раз был призван на службу. С 1942 года — на фронтах Великой Отечественной войны.
К февралю 1943 года лейтенант Иван Кольцов командовал танковым взводом 50-й танковой бригады 3-го танкового корпуса Юго-Западного фронта. Отличился во время Харьковской операции начала 1943 года. 5 февраля 1943 года под городом Барвенково взвод Кольцова уничтожил 8 вражеских танков, благодаря чему противник не сумел вклиниться в советскую оборону на стыке двух фронтов. В том бою Кольцов получил тяжёлую контузию, но продолжал сражаться.
Указом Президиума Верховного Совета СССР от 21 апреля 1943 года за «образцовое выполнение боевых заданий командования на фронте борьбы с немецкими захватчиками и проявленные при этом мужество и героизм» лейтенант Иван Кольцов был удостоен высокого звания Героя Советского Союза с вручением ордена Ленина и медали «Золотая Звезда» за номером 964.
В 1944 году Кольцов окончил высшую офицерскую бронетанковую школу в Ленинграде. В 1946 году в звании капитана он был уволен в запас. Проживал в Ворошиловграде, работал инженером в тресте «Углеобогащение». Умер 12 июня 1984 года.

## Награды
Был также награждён орденами Красного Знамени и Отечественной войны 2-й степени, двумя орденами «Знак Почёта», рядом медалей.

## Память
Имя Героя Советского Союза Кольцова Ивана Пантелеевича присвоено Брянковской гимназии (Луганская область, г. Брянка)